# (74358) 1998 WH13
(74358) 1998 WH13 – planetoida z pasa głównego asteroid okrążająca Słońce w ciągu 4,61 lat w średniej odległości 2,77 j.a. Odkryta 21 listopada 1998 roku.